# Музеји Мекуиненса
Музеји Мекуиненса су три музејска простора која се налазе у Мекуиненса (Арагон, Шпанија).
Састоје се од Музеја рудника, Музеја историје Мекуиненза и Музеја праисторијске прошлости. Њихов циљ је ширење рударског и историјског наслеђа града, а посебно Старог града Мекуиненза, који је нестао испод реке Ебро након изградње резервоара Рибарроја. Налази се у школској групи Мариа Куинтана изграђеној 1927. године.

## Архитектура
Зграда, у којој се налази Музеј историје Мекуиненза, има план у облику слова Е са издуженим централним телом које се на предњој фасади протеже са два бочна додатака и још једним истакнутијим централним. Првобитно је имао два улаза са стране, која су одвајала школску зону за дечаке у приземљу и девојчицу на спрату. Иза је изграђена још једна мала зграда у којој се налазила школска трпезарија и вртић.
Зграда је направљена од четвртастог камена, са засвођеним кровом од плочица у арапском стилу и дрвеном стрехом истакнутом у стилу арагонских ренесансних палата. Прозори су му равни, осим неколико на горњем спрату, на чијем је врху спуштени лук. Због свог спољашњег изгледа долази у контакт са регионалистичким архитектонским токовима прве трећине 20. века.

## Признања
Музеји Мекуиненза део су Иберијске мреже геоминирајућих простора од 2017. године, удружења књижевних простора Еспаис Есцритс и од 2020. Светске мреже музеја воде Унеско.